# Planet Coaster
Planet Coaster (з англ. Планета атракціонів) — відеогра жанру симулятора атракціонів. Розроблена компанією Frontier Developments для Microsoft Windows.
У грі присутні три ігрових режими: «Пісочниця», «Випробування» і «Кар'єра». У режимі «Пісочниця» гравцям належить побудувати свій тематичний парк на вільній земельній ділянці без будь-яких обмежень. Режим «Випробування» аналогічний до попереднього режиму, але обмежений грошовими коштами, атракціонами та кіосками, які походу розширення парку належить дослідити, щоб придбати можливість використовувати їх в будівництві. В режимі «Кар'єра» гравці мають недобудований парк, а їх завданням є виконання таких доручень, як зібрати певну кількість грошей або побудувати конкретний атракціон.

## Оцінки й відгуки
| Агрегатор  | Оцінка |
| ---------- | ------ |
| Metacritic | 84/100 |

| Видання        | Оцінка  |
| -------------- | ------- |
| Destructoid    | 7.5/10  |
| Edge           | 8/10    |
| Game Informer  | 8.25/10 |
| GameRevolution | [ 9 ]   |
| GameSpot       | 9/10    |
| IGN            | 8.5/10  |
| PC Gamer (США) | 75/100  |

Gamespot:«Planet Coaster — це не просто прекрасна гра, це важливе значення. Це ефектне воскресіння мертвого жанру, яке є прикладом для наслідування, гра надихає і в неї цікаво грати. За розумною ціною це відмінний вибір для тих, хто любить процес створення й управління.»
Eurogamer: «Якщо Ви зацікавлені у створенні тематичного дизайну парку або якщо Ви схвильовані при думці, що зможете реалізувати свої фантастичні архітектурні примхи (навіть якщо це означає просто покласти купу каміння на землю), то Ви швидше за все будете шалено любити Planet Coaster.»
IGN: «Planet Coaster — це все, що я міг би попросити у сучасному відродженні симулятора парку розваг і навіть більше.»